# Iantasaure

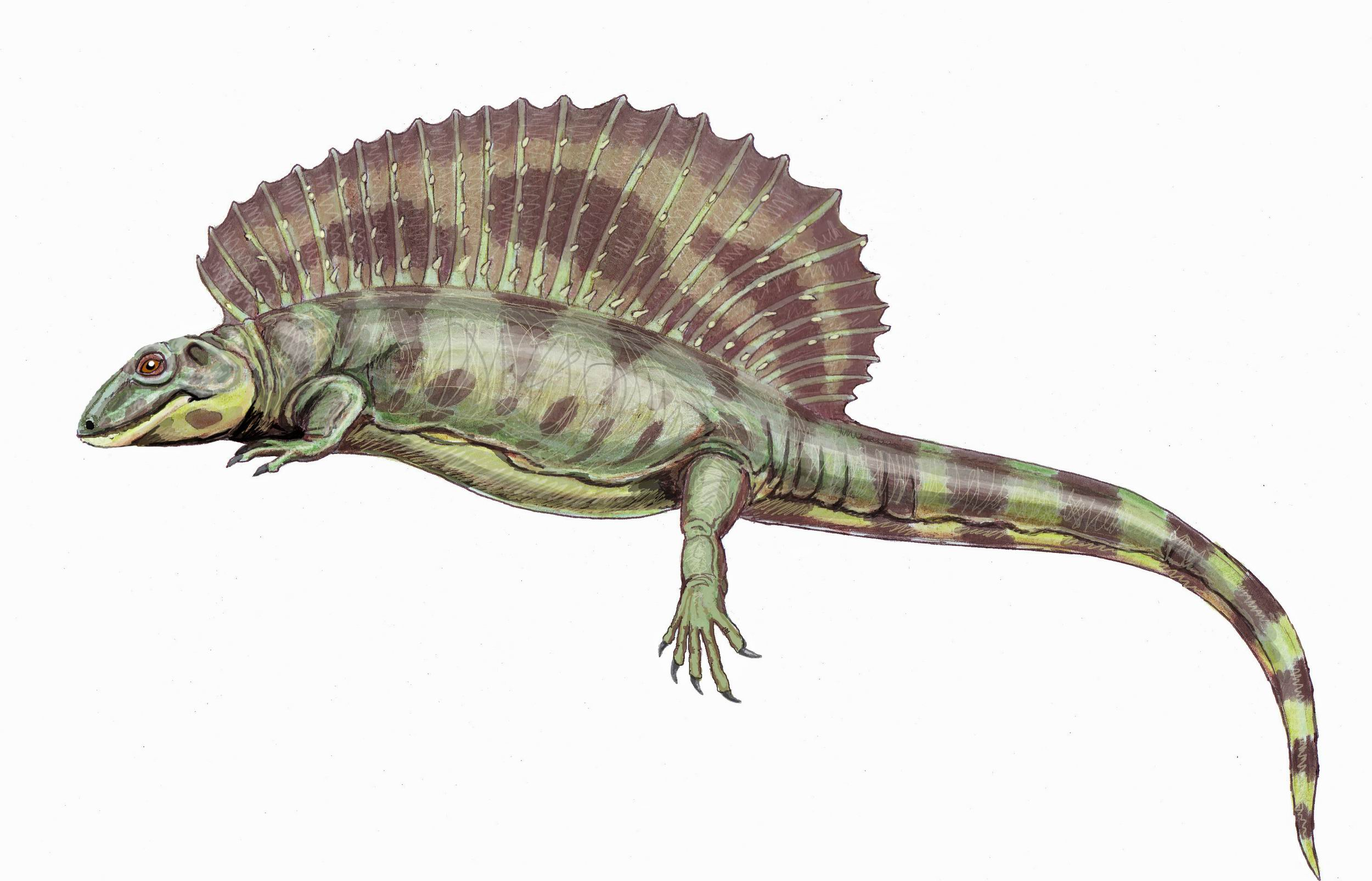
Iantasaure

El iantasaure (Ianthasaurus) és un gènere de petits sinàpsids herbívors del Carbonífer superior, emparentat amb Edaphosaurus. Ianthasaurus manca de moltes de les especialitzacions pròpies d'Edaphosaurus. Per exemple, la dentició lateral de Ianthasaurus és similar als de rèptils insectívors, amb les dents primes còniques que són lleugerament encorbats de nou en les puntes, i hi ha un desenvolupament lleu d'una regió caniniforme.
La dentició palatal i mandibular no és especialitzada, i no hi ha cap fila de dents per triturar plantes. Ianthasaurus tenia una constitució lleugera i era probablement bastant àgil. El crani era similar al d'Haptodus, un esfenacodòntid, encara que solament llunyanament.